# I-185 (sous-marin)
Pour les articles homonymes, voir I85 et I185.
L'I-185  (イ-185) est un sous-marin de classe Kaidai (海大型潜水艦, Kaidai-gata sensuikan) de la sous-classe Kaidai VII (海大7型（伊七十六型/伊百七十六型, Kaidai-nana-gata, classe I-76/I-176) en service dans la marine impériale japonaise durant la Seconde Guerre mondiale.

## Contexte
Après la Première Guerre mondiale, la marine impériale japonaise a réévalué l'utilisation de la guerre sous-marine comme élément de stratégie de flotte en raison du déploiement réussi de croiseurs-sous-marins à long rayon d'action pour les raids commerciaux des principales marines de combat. Les stratèges japonais en sont venus à réaliser les possibilités d'utilisation de l'arme pour la reconnaissance à longue portée, et dans une guerre d'usure contre une flotte ennemie qui s'approchait du Japon. Deux grands sous-marins japonais à longue portée avaient déjà été construits dans le cadre du programme de la flotte des Huit-six en tant que prototypes (I-51 et I-52), mais l'arrivée le 20 juin 1919 de sept U-boote allemands reçus par le Japon en réparation de guerre à la fin de la Première Guerre mondiale a conduit à une refonte complète. Les Japonais ont rapidement embauché des centaines d'ingénieurs et de techniciens de sous-marins allemands et d'anciens officiers de sous-marins allemands au chômage à la suite de la défaite de l'Allemagne pendant la Première Guerre mondiale, et les ont fait venir au Japon dans le cadre de contrats de cinq ans. L'ONI (Office of Naval Intelligence) américain a estimé que quelque 800 conseillers allemands s'étaient rendus au Japon à la fin de 1920. Les Japonais ont également envoyé des délégations en Allemagne, et 
ont participé activement à l'achat de nombreux brevets.

## Description
Les sous-marins de la sous-classe KD7 étaient des sous-marins d'attaque à moyenne portée développés à partir de la sous-classe KD6 précédente. La dernière version de la classe Kaidai a été élaborée en 1939. La construction s'étalant entre 1942 et 1943, la décision avait été prise à la suite du quatrième plan de réarmement japonais. Les tubes lance-torpilles arrières ont été supprimés pour en placer six à l'avant. L'endurance de ces navires a été portée à 75 jours.
Ils ont un déplacement de 1 656 t en surface et 2 644 t en immersion. Les sous-marins mesuraient 105 mètres de long, avaient une largeur de 8,25 mètres et un tirant d'eau de 4,58 mètres. Les sous-marins permettaient une profondeur de plongée de 80 m et avaient un effectif de 86 officiers et membres d'équipage.
Kampon a été retenu comme fabricant des moteurs diesel Mk.1B Model 8, dont les performances étaient supérieures de 30% à celles des moteurs des premières sous-classes. Pour la navigation de surface, les sous-marins étaient propulsés par deux moteurs diesel de 4 000 cv (2 950 kW), chacun entraînant un arbre d'hélice. En immersion, chaque hélice était entraînée par un moteur électrique de 900 chevaux-vapeur (671 kW). Ils pouvaient atteindre 23,1 nœuds (42,8 km/h) en surface et 8 nœuds (14,8 km/h) sous l'eau. En surface, les KD7 avaient une autonomie de 8 000 milles nautiques (15 000 km) à 16 noeuds (30 km/h); en immersion, ils avaient une autonomie de 50 milles nautiques (193 km) à 5 noeuds (9,3 km/h).
Les sous-marins étaient armés de 6 tubes lance-torpilles internes de 53,3 cm, tous à l'avant. Ils transportaient une recharge pour chaque tube, soit un total de 12 torpilles Type 95. Ils étaient également armés d'un canon de pont de 120 mm (L/40) Type 11e année pour le combat en surface et de 2 canons anti-aérien de 25 mm Type 96.

## Construction
Construit par l'Arsenal naval de Yokosuka au Japon, le I-185 a été mis sur cale le 9 février 1942 sous le nom de Sous-marin n°163, puis I-85. Il est renommé I-185 le 20 mars 1942. Il a été lancé le 16 septembre 1942 et achevé et mis en service le 23 septembre 1943.

## Historique
Mis en service le 23 septembre 1943, le I-185 est rattaché au district naval de Sasebo et affecté au 11e escadron de sous-marins de la 1re Flotte du contre-amiral, le marquis Daigo Tadashige. Le capitaine de corvette (海軍少佐 (Kaigun-shōsa)) Sekido Yoshimitsu est le 1er commandant du sous-marin.
Le 20 décembre 1943, le I-185 est réaffecté à la 22e division de sous-marins de la 6e Flotte, avec les I-177, I-180 et I-181. Le 22 janvier 1944, il est réaffecté à la Flotte de la zone sud-est.
Le 25 janvier 1944, il part de Truk pour Rabaul, en Nouvelle-Bretagne, mais il est contraint de revenir à cause d'une panne mécanique. Le 27 janvier 1944, dans l'après-midi, il repart de Truk pour Rabaul.

Le 31 janvier 1944, une force de raid alliée de 360 hommes débarque sur Nissan (couramment appelée Green), la plus grande île du groupe des îles vertes (Papouasie-Nouvelle-Guinée), et se retire à Vella Lavella peu après.

Alerté par la garnison locale, le Commandement-en-Chef de la flotte de la zone sud-est à Rabaul, le vice-amiral Kusaka Jinichi décide de renforcer Nissan, en utilisant une compagnie d'infanterie navale de 123 hommes formée à la hâte à partir du personnel de la 8e force de base et de la 86e force de garde. Cette unité, baptisée Détachement Wada d'après son commandant, le Lieutenant Wada, doit être transportée à Nissan par deux sous-marins. Le I-185 arrive à Rabaul et commence immédiatement à embarquer l'infanterie de marine, ainsi que des munitions et de la nourriture. Le 1er février 1944, il quitte Rabaul pour les îles Vertes avec le I-169.
Le 3 février 1944, vers 5 heures, les deux sous-marins arrivent à Green. En raison de la mer agitée, seuls 77 soldats peuvent être transférés à terre. Les deux sous-marins reviennent avec 46 soldats encore à bord.
Le 4 février 1944, ils reviennent à Rabaul.
Le 12 février 1944, vers midi, le I-185 part de Rabaul pour un ravitaillement de la plantation d'Iboki, en Nouvelle-Bretagne. Le 13 février 1944, après le coucher du soleil, il arrive à Iboki et décharge sa cargaison, puis repart pour Rabaul.
Le 15 février 1944 débute l'Opération "Squarepeg", la prise des îles vertes. Les unités de la 3e division d'infanterie néo-zélandaise et les troupes américaines débarquent sur Nissan et les îles voisines. Le 16 février 1944, le I-185 retourne à Rabaul.
Le 4 mars 1944, le I-185 quitte Rabaul pour un ravitaillement de l'île de Buka. Le 5 mars 1944, à l'est de la Nouvelle-Irlande, alors qu'il recharge ses batteries, le I-185 est attaqué par un bombardier allié et subit des dommages moyens à la suite d'accidents évités de justesse. Il développe une grave fuite de carburant, environ 25 % des cellules de la batterie sont contaminées et le gyrocompas tombe en panne. Le capitaine de corvette Sekido décide d'abandonner la mission et de retourner à Rabaul. Le 10 mars 1944, un incendie se déclare dans le compartiment des batteries. Sekido contacte sa base et reçoit l'ordre de se diriger vers Truk car Rabaul a été récemment attaqué par des bombardiers alliés. Le 17 mars 1944, il arrive à Truk où il effectue des réparations d'urgence. Le 22 mars 1944, il quitte Truk, mais est contraint de revenir à cause d'un gyrocompas défectueux. Le 23 mars 1944, il part de Truk pour Sasebo où il arrive le 31 mars 1944.
Le 30 avril 1944 à Sasebo, le lieutenant (promu capitaine de corvette le 1er mai; puis capitaine de frégate à titre posthume) Arai Jun est nommé commandant du I-185.
Le 11 juin 1944, le I-185 quitte Kure, avec le commandant de la 22e division de sous-marins, le Capitaine (contre-amiral, à titre posthume) Kayabara Yasuchika à son bord, pour une mission d'approvisionnement à Wewak, en Nouvelle-Guinée. Ses ponts sont empilés en hauteur avec des tambours de riz, mais en route, la mer agitée les emporte pour la plupart par-dessus bord.
Le 13 juin 1944 est lancée l'Opération "A-Go", la défense des Mariannes. L'amiral Toyoda Soemu de la Flotte combinée, ordonne au vice-amiral Takagi Takeo de la Force expéditionnaire avancée (6e Flotte) de redéployer ses sous-marins aux îles Mariannes. Depuis son quartier général à Saipan, Takagi ordonne à tous les sous-marins disponibles de se déployer à l'est des Mariannes.
Le 15 juin 1944 ddémarre l'Opération américaine "Forager", l'invasion de Saipan. La Task Force 52 du vice-amiral (plus tard amiral) Richmond K. Turner débarque le Ve corps amphibie du lieutenant général Holland M. Smith et l'invasion commence. Les communications entre la 6e Flotte de Takagi sont perturbées par l'invasion. Le commandement des sous-marins de la 6e Flotte passe au contre-amiral Owada Noboru, commandant de la 7e escadron de sous-marins, à Truk. A 22h30 (heure normale du Japon), le I-185 transmet son dernier rapport de situation.
Le 16 juin 1944, le I-185 reçoit l'ordre d'interrompre sa mission de ravitaillement à Wewak. L'amiral Owada ordonne au I-185 et aux I-5, I-6, I-41 et I-184 de prendre position dans une position de blocus au nord-sud à 260 miles (480 km) à l'est des îles Mariannes. Le I-185 est assigné à la patrouille à côté de la position de blocus le plus au nord.
Le 22 juin 1944, le destroyer USS Newcomb du Capitaine de frégate Lawrence B. Cook, est le navire amiral d'un écran de protection des transports de troupes se dirigeant vers Saipan. A 9h03, le Newcomb, qui opère avec le dragueur de mines rapide USS Chandler du Lieutenant Commander H. L. Thompson, entre en contact par sonar avec un sous-marin et commence une attaque avec des grenades sous-marines. Le contact est ensuite perdu jusqu'en 10h23, heure à laquelle l'attaque avec des grenades sous-marines du Chandler fait remonter du pétrole. Le Newcomb mène une autre attaque, mais sans résultat visible. Après la dernière attaque du Chandler à 11h44, une explosion en haute mer est entendue; des plaques de liège, du bois, du diesel et des entrailles humaines émergent à la position géographique de 15° 50′ N, 145° 08′ E.

Le même jour, le contre-amiral Owada ordonne au I-185 et à tous les sous-marins de la 6e Flotte, sauf six, de se retirer des îles Mariannes. L'ordre arrive trop tard pour le I-185.
Le 12 juillet 1944, le I-185 est présumé perdu avec ses 95 hommes d'équipage dans la région de Saipan.
Il est retiré de la liste de la Marine le 10 septembre 1944.